# Стебунов Іван Сергійович
Іван Сергійович Стебунов (нар. 9 листопада 1981, Павловськ, Алтайський край, РРФСР, СРСР,) — російський актор театру і кіно.
Фігурант бази даних центру «Миротворець» (незаконна комерційна діяльність в окупованому РФ Криму — зйомки у фільмах та серіалах).

## Біографія

### Дитинство і юність
Народився 9 листопада 1981 року в селищі Павловськ Алтайського краю в сім'ї заслуженої артистки Росії, актриси Новосибірського театру «Глобус» Ольги Михайлівни. Старша сестра — актриса Олена Стебунова.
Паралельно з навчанням у школі грав у Новосибірському театрі «Глобус» в тих виставах, де були потрібні діти: «Аладдін», «Лускунчик», «Синій птах», «Стара, стара казка» .
Займався греко-римською боротьбою, ставав призером різних змагань, але через травми припинив заняття спортом.

### Початок кар'єри
Після 9 класу вступив до Новосибірського театрального училища, але з другого курсу був відрахований. Після відрахування вирушив до Санкт-Петербурга, де поступив до Санкт-Петербурзької академії театрального мистецтва (курс Г. Тростянецького та Ю. Бутусова), закінчив навчання в 2002 році. 
З 2006 року — актор Московського театру «Современник».

### Приватне життя
7 червня 2008 року одружився з акторкою Мариною Александровою (у Грибоєдовському РАГСі м. Москви).
Розлучився в квітні 2010.

## Творчість

### Ролі в театрі

#### Московський театр «Современник»
- 2006 — «Антоній & Клеопатра. Версія» за п'єсою Олега Богаєва і Кирила Серебреннікова за мотивами У. Шекспіра. Режисер:Кирило Серебренніков — Октавій Цезар
- 2007 — «Лихо з розуму» А. С. Грибоєдова. Режисер:Рімас Тумінас — Чацький

### Фільмографія
- 2001 — Пірати Едельвейса -Карл Ріпко
- 2002 — Попелюшка в чоботях -Гершензон
- 2004 — Проти течії
- 2004 — Курсанти -Рем Райський
- 2005 — Громови -Семен
- 2005 — Останній уїк-енд -Кирило
- 2005 — Золоті хлопці -Валерка Родіонов
- 2006 — Мертве поле -лейтенант мамашиного
- 2006 — Таксі для ангела -Петя Чиж
- 2006 — Мисливець
- 2007 — Троє і Сніжинка -Степан
- 2007 — Любов на вістрі ножа -Міша Золін
- 2007 — Квартирне питання
- 2007 — Спокуса -Андрій
- 2007 — Будинок на набережній -Вадим Глєбов в молодості
- 2007 — Гріх -Павло
- 2008 — Заповіт ночі
- 2009 — Застава Жиліна -лейтенант Олександр Петрович Ананьєв, льотчик
- 2009 — Всі не випадково (фільм) -Андрій
- 2009 — Наказано знищити! Операція: «Китайська шкатулка» -лейтенант Леонід Костромець
- 2010 — Котовський (телесеріал) -Олексій Зильберг
- 2010 — Небо у вогні (телесеріал) — лейтенант Микола Воронін
- 2010 — Дім Сонця -Малої
- 2011 — Кульбаба -Родіон Андріянов